# Anna Memorata
Anna Memorata, podepisující se také jako Virgo Polona (* kol. 1612, Łobżenica – kol. 1645, asi v Lešně) byla polská básnířka českého původu píšící latinsky. Bývá označována za první polskou básnířku.
Narodila se do rodiny kněze polské větve Jednoty bratrské; její předkové přišli do Polska z českých zemí. Od roku 1622 žila v Lešně, kde se stal její otec správcem sboru. Vzdělávala se tam na škole vedené J. A. Komenským. Její první báseň je z roku 1635; zachovala se její tvorba hlavně z let 1640–1644, předpokládá se, že brzy poté zemřela. 
Roku 1895 vydal soubor jejích básní z let 1640–1644 spolu s  básněmi jiných autorů na její počest Teodor Wierzbowski.

## Zdroje
- Teodor Wierzbowski: Anny Memoraty dziewicy polskiej łacińskie wiersze z lat 1640-1644. Warszawa 1885.
- Jane Stevenson: Women Latin Poets. Oxford, 2005, s. 497-500.
- Anna Żalik: Anna Memorata, poetka zapomniana. Leszno, 1982.
- Marta Bečková: Zapomenutá lešenská básnířka Anna Memorata. Ve vzpomínce na společný pobyt v polském útočišti Komenského. Bulletin Unie Comenius, 2000, roč. 8, č. 12, s. 12–16.